# Травиата (фильм-опера, 1983)
«Травиа́та» (итал. La Traviata)  —  художественный кинофильм режиссёра Франко Дзеффирелли, поставленный в 1982 (1983) году, экранизация одноимённой оперы Джузеппе Верди.

## Сюжет
Фильм-опера. Действие происходит в XIX веке в Париже и его окрестностях. Реалистичный рассказ о трагедии двух молодых людей, столкнувшихся с жестокостью окружающего мира и обречённых на страдания и одиночество.
Фильм начинается с того, что из дома одинокой молодой женщины Виолетты Валери, умирающей от чахотки, выносят дорогую утварь, ковры, зеркала — сюда стучатся бедность, болезнь, несчастье. Но именно в этот момент в сознание героини властно вторгается мелодия вальса, и Виолетта мгновенно погружается в атмосферу парижского праздника, где она впервые встретила своего Альфреда. Это не воспоминание, это то, что постоянно присутствует в её душевном мире, отзываясь целой палитрой чувств. Виолетта вспоминает о счастливой поре своей жизни, и зритель естественно включается в эту прихотливую игру внутренних переживаний, которая, собственно, и не игра вовсе, а сама жизнь...
...В шикарном особняке известной парижской куртизанки Виолетты Валери — шумное многолюдное веселье по случаю выздоровления хозяйки. Один из гостей представляет Виолетте молодого человека Альфреда Жермона, недавно приехавшего в Париж из провинции и влюблённого в неё. Виолетта высмеивает Альфреда и утверждает, что его любовь пройдёт раньше, чем завянут её любимые цветы — камелии, а жизнь дана для наслаждения и нужно ловить каждый миг. Однако Альфред кажется Виолетте искренним и заботливым человеком, в отличие от тех прожигателей жизни, с которыми она была знакома прежде. Виолетта не перестаёт думать об Альфреде даже после окончания праздника и отъезда гостей. Оставшись одна, Виолетта с удивлением понимает, что впервые в своей жизни полюбила. Эта любовь меняет её и наполняет её жизнь новым смыслом. Виолетта оставляет свою прежнюю жизнь, покидает Париж и поселяется вместе с Альфредом. Влюблённые счастливо живут в уединении в скромном доме на природе. Виолетта полна надежд на счастливое будущее, однако с появлением отца Альфреда — Жоржа Жермона — всё меняется...

## В ролях
- Тереза Стратас — Виолетта Валери
- Пласидо Доминго — Альфред Жермон
- Корнелл МакНейл — Жорж Жермон, его отец
- Аксель Галь — Флора Бервуа, подруга Виолетты
- Аллан Монк — барон Дюфоль
- Маурицио Барбачини — виконт Гастон де Леторьер
- Ричард Онето — маркиз д’Обиньи
- Роберт Соммер — доктор Гренвиль
- Пина Чеи — служанка Аннина
  - Солисты в танцевальных номерах:
- Екатерина Максимова — испанская танцовщица
- Владимир Васильев — матадор
- Габриэла Борни —  цыганская танцовщица

## Музыканты
- Хор и оркестр театра Метрополитен Опера
- Дирижёр — Джеймс Левайн

## Съёмочная группа
- Режиссёр-постановщик: Франко Дзеффирелли
- Продюсеры: Тарак Бен Аммар, Карло Ластрикати
- Композитор: Джузеппе Верди
- Сценаристы: Франческо Мария Пьяве (либретто оперы), Александр Дюма-сын (пьеса «Дама с камелиями», положенная в основу либретто оперы), Франко Дзеффирелли
- Оператор: Эннио Гварньери
- Монтажёры: Франка Сильви, Питер Тейлор
- Художник по декорациям: Джанни Кваранта
- Художник по костюмам: Пьеро Този
- Хореограф: Альберто Теста

## Призы, награды, номинации
- 1983 — номинация на премию «Золотой глобус» в категории «Лучший иностранный фильм»
- 1983 — номинации на премию «Оскар» в категориях «Лучшие декорации» и «Лучшие костюмы»
- 1984 — премии BAFTA  в категориях «Лучшая работа художника-постановщика» и «Лучшие костюмы»
- 1984 — номинации на премию  BAFTA в категориях «Лучший звук» и «Лучший фильм на иностранном языке»
- Премии Nastro d'argento[итал.] в категориях «Лучшие костюмы», «Лучшие декорации» и «Лучшая операторская работа»

## Примечание
- Фильм был снят в 1982 году, премьера фильма в Италии состоялась в 1982 году, а мировая премьера состоялась в начале 1983 года, поэтому в разных источниках указывается год выхода или 1982, или 1983. В 1984 году фильм вышел в советском прокате.

## Издание на видео
- Этот фильм-опера неоднократно выпускался на DVD. Один из последних выпусков - в 2008 году компанией Deutsche Grammophon (Гамбург, Германия).